# Calyptrobothrium
Calyptrobothrium är ett släkte av plattmaskar. Calyptrobothrium ingår i familjen Phyllobothriidae.
Kladogram enligt Catalogue of Life:
| Calyptrobothrium | \| \| Calyptrobothrium chalarosomum \| \| \| \| \| \| Calyptrobothrium occidentale \| \| \| \| \| \| Calyptrobothrium riggi \| \| \| \| |
|                  | \| \| Calyptrobothrium chalarosomum \| \| \| \| \| \| Calyptrobothrium occidentale \| \| \| \| \| \| Calyptrobothrium riggi \| \| \| \| |
|                  | Anthobothrium |
|                  | |
|                  | Clydonobothrium |
|                  | |
|                  | Monorygma |
|                  | |
|                  | Orygmatobothrium |
|                  | |
|                  | Pentaloculum |
|                  | |
|                  | Phormobothrium |
|                  | |
|                  | Phyllobothrium |
|                  | |
|                  | Rhinebothrium |
|                  | |
|                  | Calyptrobothrium chalarosomum |
|                  | |
|                  | Calyptrobothrium occidentale |
|                  | |
|                  | Calyptrobothrium riggi |
|                  | |

|  | Calyptrobothrium chalarosomum |
|  |                               |
|  | Calyptrobothrium occidentale  |
|  |                               |
|  | Calyptrobothrium riggi        |
|  |                               |